# Mendo de Gundar
D. Mendo de Gundar, nascido nas Astúrias, Oviedo e falecido em Telões, Portugal, foi um Cavaleiro e Rico-homem. Veio com o Conde Henrique de Borgonha, conde de Portucale, para Portugal, no serviço de Teresa de Leão. Foi senhor de Gondar e de São Salvador de Lafões, alcaide-mor de Celorico de Basto e fundador do Mosteiro de Gondar. Morou no concelho de Gestaçô, tendo sido sepultado em Telões.

## Relações familiares
Casou na Galiza com D. Goda de quem teve:
1. Fernão Mendes de Gundar, “O Menino” casou com Maria Anes.
2. Lourenço Mendes de Gundar casou com Elvira Ourigues.
3. Egas Mendes de Gundar casou com Maior Pais Pinto.
4. Estevainha Mendes de Gundar (1175 -?) casou com Pero Mendes de Aguiar (1140 -?).
5. Loba Mendes casou com Diogo Bravo.
6. Urraca Mendes.